# Karl Perron
Karl Perron (* 3. června 1858, Frankenthal – 15. července 1928 Drážďany) byl německým basbarytonistou.

## Rola a angažmá
Zpěv studoval u Stockhausena ve Frankfurtu a u Heye v Berlíně. Poprvé vystoupil jako Wolfram v opeře Tannhäuser Richarda Wagnera roku 1884 v Lipsku .

### Angažmá
- Monte Carlo
- 1884 – 1891– Lipsko
- 1892 – 1924 – Dráždany
- 1889 – 1904 – Bayreuth

### Role
Byl první Jochanaan v opeře Salome Richarda Strausse, Orestes v opeře Elektra a Ochs v opeře Růžový kavalír.
- Don Giovanni – v opeře Wolfganga Amadea Mozarta
- Oněgin – opera Evžen Oněgin Petra Iljiče Čajkovského